# The Ren & Stimpy Show
The Ren & Stimpy Show, noto anche come Ren e Stimpy e Lo show di Ren e Stimpy, è una serie televisiva animata statunitense-canadese del 1991, creata da John Kricfalusi.
I protagonisti sono Ren Höek, un chihuahua nevrotico e mentalmente instabile, e Stimpson J. "Stimpy" Cat, un gatto obeso e tonto ma estremamente gentile ed innocente che non esita ad aiutare il suo amico nonostante sia, la maggior parte delle volte, violento e cattivo con lui.
La serie è stata una delle prime originali prodotte da Nickelodeon sotto l'etichetta Nicktoons, insieme a I Rugrats e Doug. A differenza di ques'ultime due, The Ren and Stimpy Show ha ricevuto controversie per l'umorismo nero, le allusioni sessuali, l'umorismo adulto e il materiale provocatorio. L'incapacità della Spümcø di consegnare gli episodi in tempo e il loro rapporto in via di deterioramento con la rete hanno portato alla chiusura della serie nel 1992, portando la Games Animation a produrre gli altri episodi. Nonostante ciò, ha ricevuto recensioni positive e ha rapidamente sviluppato un seguito di culto.
La serie è stata trasmessa per la prima volta negli Stati Uniti su Nickelodeon dall'11 agosto 1991 al 20 ottobre 1996, per un totale di 52 episodi (e 93 segmenti) ripartiti su cinque stagioni.
Nel 2003 è stato prodotto uno spin off per adulti intitolato Ren and Stimpy Adult Party Cartoon, trasmesso su Spike TV. Dopo aver ricevuto recensioni negative da critici e fan, la serie è stata cancellata dopo tre episodi, con altri tre episodi aggiuntivi inseriti all'interno del DVD.
Il 5 agosto 2020, Comedy Central ha annunciato un reboot della serie, prodotto senza il coinvolgimento di Kricfalusi.

## Trama
Ambientata tra gli anni 50 e 90, la serie è incentrata su Ren, un chihuahua irascibile e psicotico, e Stimpy, un gatto ottuso e spensierato. Il duo ricopre vari ruoli nel corso degli episodi, diventando esploratori dello spazio, ladri di cavalli del West e presentatori di un documentario sulla natura. Anche se a volte la serie era ambientata ai giorni nostri, il cast ha voluto evitare battute "contemporanee" sugli eventi attuali.

## Episodi
| Stagione         | Episodi | Prima TV originale | Prima TV Italia |
| ---------------- | ------- | ------------------ | --------------- |
| Prima stagione   | 6       | 1991-1992          | 1995            |
| Seconda stagione | 12      | 1992-1993          | 1996            |
| Terza stagione   | 10      | 1993-1994          | 2024            |
| Quarta stagione  | 14      | 1994-1995          | 2024            |
| Quinta stagione  | 10      | 1995-1996          | 2024            |
| Sesta stagione   | 10      | 2024               | ?               |

## Personaggi e doppiatori

### Personaggi principali

Ren e Stimpy nell'episodio "Sorriso al dente".

- Ren Höek (stagioni 1-5), voce originale di John Kricfalusi (st. 1-2) e Billy West (st. 3-5)[N 1], italiana di Saverio Garbarino[6],  Francesco Mei (ridoppiaggio). Un chihuahua dalla lunga coda rosa (anche se, a partire da alcuni episodi, viene totalmente eliminata) e dal carattere irritante e mentalmente instabile. Nell'episodio Uno scooter per Schifezzale, egli indossa un cappello invernale verde acqua, un cappotto invernale rosso, guanti invernali verdi, e stivali invernali gialli. È più intelligente di Stimpy e il suo più grande sogno è avere dei pettorali abbondanti e muscolosi (questo suo sogno si realizza nell'episodio I pettorali di Ren grazie a un trapianto del grasso dei glutei di Stimpy, ma questo porta a un allontanamento dei due.) e una grande somma di denaro. Nonostante nella serie chiami Stimpy "idiota" e lo maltratti continuamente, prova verso di lui un grandissimo sentimento di amicizia e prova grande nostalgia quando Stimpy, nei primi due episodi Il grande giorno di Stimpy e Il grande colpo, lascia la casa per andare a vivere ad Hollywood. Nell'episodio Son of Stimpy dimostra il suo lato benevolo dimostrandosi triste e preoccupato per Stimpy. Nella serie originale e nell'APC viene doppiato da John Kricfalusi, nonché creatore della serie. Kricfalusi sostiene di essersi ispirato a Peter Lorre per la voce di Ren. Nella serie per adulti Ren and Stimpy Adult Party Cartoon Ren è bisessuale ed ha una relazione con Stimpy (anche se, in un episodio, dice di vedere Stimpy solo come un amico e non come compagno).
- Stimpson J. "Stimpy" Cat (stagioni 1-5), voce originale di Billy West, italiana di Luca Ernesto Mellina, Luca Ghignone (ridoppiaggio) . Un gatto dell'Isola di Man di tre anni grasso e tonto, dall'animo benevolo e innocente e non esita ad aiutare Ren anche nei momenti più disperati. Nell'episodio Uno scooter per Schifezzale, egli indossa un cappello invernale viola, una tota da nave gialla, guanti invernali blu e stivali invernali verdi. Nonostante venga classificato come idiota per tutta la serie, dimostra di avere grandi capacità inventive e di aver creato molti oggetti (seppur alcuni molto stupidi e senza senso) nell'episodio Le invenzioni di Stimpy. Nonostante venga picchiato e maltrattato da Ren, prova molto affetto verso di lui e fa di tutto per aiutarlo e non esita a prendersi cura di lui quando egli è ammalato (come accade in Stimpy infermiere). Passa giornate a guardare il suo programma preferito "Fangoso Fendifango show" e a giocare nella sua "Lettiera degli amici mici" o con i suoi "Goblin magici del naso". Nella serie per adulti è omosessuale ed è il partner di Ren. Nella serie originale è doppiato da Billy West mentre nell'APC viene doppiato da Eric Bauza visto che il doppiatore originale si era rifiutato perché secondo lui la serie non era divertente e poteva danneggiare la sua carriera. Il suo doppiatore ha doppiato anche Ren nelle ultime tre stagioni.

### Personaggi ricorrenti
- Signor Cavallo (in originale: Mr. Horse) (stagioni 1-5), voce originale di John Kricfalusi (st. 1-2) e Billy West (st. 3-5), italiana di Nino Scardina, Lorenzo Scattorin (ridoppiaggio). Un cavallo che svolge vari lavori nel corso della serie. La sua frase ricorrente è "Non mi piace, no signore", e nell'APC in una puntata svolge la professione di psicologo di Ren (dove viene brutalmente assalito da quest'ultimo.).
- Uomo Toast (in originale: Powdered Toast Man) (stagioni 1-5), voce originale di Gary Owens, italiana di Pino Pirovano. Un supereroe con la testa a forma di toast che rimanda al Superman degli anni 40. Nella serie ha un episodio tutto suo (fortemente censurato visto che brucia la costituzione statunitense) e la sua frase ricorrente è "Lascia fare tutto a me!".
- George Liquor "American" (stagioni 1-2), voce originale di Michael Pataki. Un uomo basso e tarchiato sui quarant'anni, fortemente patriottico e animato da ideali politici di destra e conservatori. Ispirato alla figura paterna di Kricfalusi, tanto da diventarne una parodia, nella serie originale compare in due episodi dove adotta i protagonisti (uno di questi episodi, "Man's Best Friend", fu cancellato dalla programmazione dalla Nickelodeon poiché Ren picchiava brutalmente e quasi mortalmente George Liquor).
- Fangoso Fendifango (1° doppiaggio) e Muddy Saltafango (2° doppiaggio) (in originale: Muddy Mudskipper) (stagioni 1-5), voce originale di Harris Peet, italiana di Elia Iezzi, Patrizio Prata (ridoppiaggio). Un perioftalmo che lavora nel mondo dello spettacolo, il suo prodotto di punta è uno show di cui è il protagonista, il "Fangoso Fendifango show", parodia dei cartoni Hanna-Barbera.
- Signor Pipa e Signora Pipa (in originale: Mr e Mrs. Pipe) (stagioni 1 - 5),voci originali di Billy West (Signor Pipa) e Cheryl Chase (Signora Pipa), italiane di Pino Pirovano e Marco Balzarotti (Signor Pipa) e Jolanda Granato (Signora Pipa).
- Il solito uomo (in originale: There's That Man Again) (chiamato anche Venditore) (stagioni 3 - 5), voce originale di Billy West, italiana di Luca Bottale.
- Haggis MacHaggis (stagioni 3 - 5), voce originale di Alan Young, italiana di Claudio Moneta.
- Wilbur Cobb (stagioni 3 - 5), voce originale di Jack Carter, italiana di Marco Balzarotti.
- Capo dei pompieri (stagioni 1 - 5), voce originale di Harris Peet, italiana di Marco Balzarotti
- Signora Buttloaves (stagioni 1-5), voce originale di John Kricfalusi (st. 1-2) e Billy West (st. 3-5).

### Personaggi secondari
- Svën Höek, voce originale di Billy West.

Il cugino di Ren, invece di somigliargli è grassoccio e talvolta idiota, assomigliando di fatto più a Stimpy, che infatti diventa suo amico.
- Abner Demente e Ewalt Ignorante, voci originali di Bob Camp (Ewalt) e Jim Smith e Bob Camp (Abner), italiana di Patrizio Prata (Ewalt) e Matteo Brusamonti (Abner).
- Donna Waffle (in originale: Waffle Woman), voce originale di Gail Matthius, italiana di Jolanda Granato.
- Babbuino.
- Jerry l'elfo dell'ombelico (in originale: Jerry the Bellybutton Elf), voce originale di Gilbert Gottfried, italiana di Claudio Moneta.
- I Testoni.
  - Kowalski, voce originale di Harris Peet.
  - Bubba.
  - Grillone Parlante (in originale: Jimminy Lummox), voce originale di Stan Freberg, italiana di Pietro Ubaldi.
  - Oaf, voce originale di Billy West, italiana di Amedeo Preziosi [7]
- Gongolo Scompiglio (1° doppiaggio), Stinky Wizzleteats (2° doppiaggio)[8], (in originale: Stinky Wizzleteats), voci originali di John Kricfalusi, Billy West e Bob Camp, italiana di Luca Ernesto Mellina e Patrizio Prata (ridoppiaggio).
- Sammy Mantide (in originale: Sammy Mantis), voce originale di Tommy Davidson, italiana di Renato Novara.
- Anthony, voce originale di Anthony Raspanti.
- Filthy, voce originale di Billy West.
- Phil, voce originale di Henry Porch.
- Jasper, voce originale di Brian Chin, Harris Peet e John Kricfalusi, italiana di Luca Graziani.
- Yak, voce originale di John Kricfalusi, Billy West e Bob Camp, italiana di Alessandro Maria D'Errico.
- Victor, voce originale di Danny Cooksey, italiana di Mirko Maffiola.

## Produzione
Secondo l'animatore William Wray, John Kricfalusi ha creato i personaggi di Ren e Stimpy nel 1978 mentre studiava allo Sheridan College in Ontario, in Canada. È stato ispirato a creare Ren da una fotografia di Elliott Erwitt stampata su una cartolina chiamata "New York, 1946", che mostra un chihuahua con un maglione ai piedi di una donna. Il design di Stimpy è stato ispirato dal cortometraggio animato L'orribile coppia, con protagonista Titti, in cui apparivano dei gatti con grandi nasi.
Quando Nickelodeon si è avvicinato a Kricfalusi, ha presentato tre programmi, tra cui un varietà intitolato Your Gang (o Our Gang) con un presentatore live action che presentava diversi cartoni animati, ognuno dei quali parodiava un genere diverso. Ren e Stimpy erano inizialmente gli animali domestici di uno dei bambini di Your Gang, fungendo da parodia del "genere cane e gatto". Il vicepresidente alle produzioni animate della rete Vanessa Coffey, insoddisfatta degli altri progetti, ha deciso di ordinare una serie con i personaggi di Ren e Stimpy. La produzione dell'episodio pilota è iniziata nel 1989 dopo che Kricfalusi ha presentato e venduto The Ren & Stimpy Show a Nickelodeon. Prodotto dalla società di animazione di Kricfalusi con sede a Los Angeles, Spümcø, l'episodio pilota è stato proiettato ai festival cinematografici per diversi mesi prima che la serie fosse annunciato nella lista dei progetti animati di Nickelodeon del 1991.

## Altri media

### Revival

#### Ren and Stimpy Adult Party Cartoon
Nel 2003, John Kricfalusi ha rilanciato la serie col titolo Ren and Stimpy Adult Party Cartoon. La nuova versione, adatta ad un pubblico adulto, è stata trasmessa durante la programmazione notturna di Spike TV ed esplora esplicitamente temi come l'omosessualità, una forte profanità, violenza grafica e nudità femminile.
Billy West ha rifiutato di partecipare alla serie, affermando che la serie "non era divertente" e che parteciparvi avrebbe danneggiato la sua carriera. La serie è iniziato con l'episodio Man's Best Friend, censurato in precedenza da Nickelodeon, prima di presentare i nuovi episodi. Sia i fan che i critici sono rimasti turbati dal primo episodio della serie, che presentava il consumo di fluidi corporei come muco nasale, saliva e vomito. Come nella serie originale, Kricfalusi ha mostrato un apparente disprezzo per il rispetto delle scadenze di produzione, con solo tre dei nove episodi ordinati completati in tempo. Dopo tre episodi, l'intero blocco animato di Spike è stato rimosso dalla sua programmazione. Altri tre episodi, già in produzione al momento della cancellazione della serie, sono stati successivamente completati e pubblicati su DVD nel 2006.

#### Sequel su Nicktoons
Nel febbraio 2016, Deadline ha riferito la presenza di Ren e Stimpy tra i reboot di Nicktoons. Tre mesi dopo, Variety ha confermato che Nickelodeon era in trattative con Kricfalusi per un revival sui personaggi. Nell'aprile 2016, Bob Camp e William Wray hanno rivelato che Kricfalusi stava sviluppando un cortometraggio su Ren e Stimpy che sarebbe stato proiettato insieme al terzo film di SpongeBob, tuttavia sono stati smentiti senza apparente motivo dallo stesso Kricfalusi. In seguito hanno affermato che "non erano stati invitati a quella festa" e che non sarebbero stati coinvolti nella produzione. Un animatic del cortometraggio è stato pubblicato come easter egg presente nel DVD Cans Without Labels del 2019.

#### Seguito su Comedy Central
Il 5 agosto 2020 è stato rivelato che Comedy Central ha approvato un nuovo reboot di The Ren & Stimpy Show (insieme a Daria e Beavis and Butt-head). Sebbene sia stato assunto un nuovo staff creativo, parte del cast originale tra cui Billy West tornerà nella serie. John Kricfalusi non sarà coinvolto nel revival né riceverà alcun compenso da esso. La serie sarà prodotta da Nickelodeon Animation Studio. Secondo West, lo sviluppo è stato posticipato a causa della pandemia di COVID-19 negli Stati Uniti, contrariamente alle voci precedenti secondo cui il progetto era stato cancellato. ViacomCBS, la società madre di Comedy Central e Nickelodeon, ha deciso di non rispondere alle richieste sullo stato della serie. Il 14 settembre 2021, West ha annunciato che riprenderà i ruoli di Ren e Stimpy.

### Videogiochi
Oltre alla serie animata, sono stati realizzati anche dei videogiochi.
- "Ren and Stimpy Space Cadet Adventures" Game Boy 1992.
- "Ren & Stimpy Show: Buckeroo$" NES e Super NES 1993.
- "The Ren & Stimpy Show: Veediots!" Super NES e Game Boy 1993.
- "Ren Hoek and Stimpy: Quest for the Shaven Yak" Sega Game Gear e Sega Master System 1993/1995.
- "Ren & Stimpy: Stimpy's Invention" Sega Genesis 1993.
- "Ren & Stimpy Show part II: Fire Dogs" Super NES 1994.
- "Ren & Stimpy Show part III: Time Warp" Super NES 1994.
- "Nicktoons Racing" PC, PlayStation, Game Boy Color e Game Boy Advance 2000/2001.
- "Ren & Stimpy Pinball" dispositivo mobile.
- "Nicktoons: Attack of the Toybots" Wii e PlayStation 2 2007.
- "Nicktoons MLB" Nintendo DS, Wii e Xbox 360 2011.
- ”Nickelodeon All Star Brawl” PC, PS4, PS5, Nintendo Switch, Xbox One e Xbox Series X e Series S.

## Distribuzione

### Edizione italiana
La prima stagione doppiata in italiano è stata trasmessa su Rai 2 dal 27 giugno 1995, tranne un episodio. Dal 6 giugno 2016 la serie è stata trasmessa in lingua originale sottotitolata su Nickelodeon. Dal 9 settembre 2024 viene trasmesso su Comedy Central in Italia con un nuovo doppiaggio.

### Fonti
1. 1 2   La Stampa - Consultazione Archivio, su archiviolastampa.it. URL consultato il 2 febbraio 2022.
2. 1 2   Comedy Central - TVEpg.eu - Italia, su TVEpg.eu. URL consultato il 1º settembre 2024.
3. ↑  (EN) Thad Komorowski, Sick Little Monkeys: The Unauthorized Ren & Stimpy Story, BearManor Media, 2013, ISBN 9781593932343.
4. ↑  (EN) Amid Amidi, Billy West Says 'Ren & Stimpy' Reboot Still On At Comedy Central, su Cartoon Brew, 1º gennaio 2021. URL consultato il 19 febbraio 2024.
5. ↑   Ren e Stimpy - Le regole della convivenza di Ren e Stimpy, su Facebook, 9 settembre 2024. URL consultato il 15 settembre 2024 (archiviato il 15 settembre 2024).
6. ↑   AntonioGenna.net presenta: IL MONDO DEI DOPPIATORI - ZONA ANIMAZIONE: "Ren & Stimpy", su antoniogenna.net. URL consultato il 16 settembre 2024.
7. ↑  https://youtube.com/shorts/mCrAWtrVrfk
8. ↑  Nell'episodio Uno scooter per Schifezzale viene erroneamente chiamato Babbopuzzolente, nonostante nella versione originale si chiami Stinky Wizzleteats anche nell'episodio
9. 1 2 3   Ryan Khatam, Comics Interview #122 1993: "Ren & Stimpy!", su Comics Interview #122 1993, 29 novembre 2006. URL consultato il 16 settembre 2021.
10. 1 2   Allan Internet Archive, Makin' toons : inside the most popular animated TV shows and movies, New York : Allworth Press, 2003, ISBN 978-1-58115-269-2. URL consultato il 16 settembre 2021.
11. ↑  (EN) Andy Meisler, TELEVISION; Ren and Stimpy's Triumphant Return, in The New York Times, 16 agosto 1992. URL consultato il 16 settembre 2021.
12. 1 2   Billy West Interview, su UGO.com DVD, 11 marzo 2005. URL consultato il 17 settembre 2021 (archiviato dall'url originale l'11 marzo 2005).
13. ↑   Television and Media News, su TelevisionWeek, 3 giugno 2004. URL consultato il 16 settembre 2021 (archiviato dall'url originale il 3 giugno 2004).
14. ↑  (EN) Mike Fleming Jr, Mike Fleming Jr, Paramount, Jared Hess Channel Classic Nickelodeon Shows For ‘NickToons’ Film, su Deadline, 27 gennaio 2016. URL consultato il 16 settembre 2021.
15. ↑  (EN) Rob Owen, Rob Owen, Nickelodeon Animation Studio: Pop-Culture Powerhouse Got an Unlikely Start, su Variety, 5 maggio 2016. URL consultato il 16 settembre 2021.
16. ↑   John K., @RealGamerduck not that I know of, su Twitter, 22 febbraio 2017. URL consultato il 17 settembre 2021 (archiviato dall'url originale il 22 febbraio 2017).
17. ↑   INTERVIEW: 25 Years Later, Directors Bob Camp and Bill Wray Remember “The Ren & Stimpy Show” – Animation Scoop, su animationscoop.com. URL consultato il 16 settembre 2021 (archiviato dall'url originale il 16 settembre 2021).
18. ↑   Cans Without Labels - DVD, su John K. Store. URL consultato il 16 settembre 2021.
19. ↑  (EN) The Ren & Stimpy Show returning with new episodes, su Consequence, 5 agosto 2020. URL consultato il 17 settembre 2021.
20. ↑   Billy West, Not that I’ve heard. I think there were delays in all production and development because of Covid.…, su Twitter, 30 dicembre 2020. URL consultato il 16 settembre 2024 (archiviato dall'url originale il 31 dicembre 2020).
21. ↑  (EN) Billy West Says 'Ren & Stimpy' Reboot Still On At Comedy Central, su Cartoon Brew, 1º gennaio 2021. URL consultato il 17 settembre 2021.
22. ↑   Billy West, Yes Amber I’m reprising my roles of Ren & Stimpy for an all new reboot!, su Twitter, 14 settembre 2021. URL consultato il 16 settembre 2024 (archiviato dall'url originale il 15 settembre 2021).